# Вільябрахіма
Вільябрахіма (ісп. Villabrágima) — муніципалітет в Іспанії, у складі автономної спільноти Кастилія-і-Леон, у провінції Вальядолід. Населення — 1116 осіб (2010).
Муніципалітет розташований на відстані близько 200 км на північний захід від Мадрида, 37 км на північний захід від Вальядоліда.
На території муніципалітету розташовані такі населені пункти: (дані про населення за 2010 рік)
- Вільябрахіма: 1098 осіб
- Вільяеспер: 18 осіб

## Демографія
Динаміка населення (INE ):